# Been There, Done That
«Been There, Done That» — пісня репера та продюсера Dr. Dre, випущена 1 вересня 1996 року як другий сингл зі збірника Dr. Dre Presents the Aftermath. Продюсером пісні був сам Дре, а також Bud'da.
Доктор Дре виконав пісню наживо на Saturday Night Live 26 жовтня 1996 року.

## Список композицій
- CD-сингл[2]

1. "Been There, Done That" (Radio Edit) - 4:06
2. "Been There, Done That" (Video Mix) - 5:14
3. "Been There, Done That" (Video Mix Instrumental) - 5:14

- 12" вініл[3]

1. "Been There, Done That" (LP Version) - 5:14
2. "Been There, Done That" (Radio Edit) - 4:06
3. "Been There, Done That" (LP Instrumental) - 5:14

## Чарти
| Чарт(1997)            | Пікова позиція |
| --------------------- | -------------- |
| Нова Зеландія (RIANZ) | 39             |